# Krasnoarmeiski (Novopokróvskaya, Krasnodar)
Krasnoarmeiski (del ruso: Красноармейский) es un posiólok del raión de Novopokróvskaya del krai de Krasnodar, en Rusia. Está situado en las llanuras de Kubán-Priazov, 29 km al noroeste de Novopokróvskaya y 162 km al nordeste de Krasnodar, la capital del krai. Tenía 249 habitantes en 2010.
Pertenece al municipio Nezamayevskoye.